# CA Clarity
CA Clarity Project and Portfolio Management (PPM) è una suite di prodotti di CA, Inc., multinazionale del software, per la gestione del portfolio progetti in ambito IT e non.
Questa tecnologia, originariamente denominata IT-MG (Management and Governance) è stata acquisita da CA nel 2005 insieme con l'azienda produttrice Niku.

## Caratteristiche
Nata inizialmente per le esigenze dei dipartimenti informatici, CA ha successivamente ampliato la soluzione Clarity per consentire la gestione dello sviluppo di nuovi prodotti anche in ambito R&D non informatico.
CA Clarity è un applicativo al 100% Web che consente di gestire la governance dell'IT a partire dal ‘demand’ passando per il portafoglio inteso come strumento decisionale, alla gestione di progetti e risorse fino ad arrivare alla gestione dei servizi che l'IT fornisce al business.
CA Clarity amplia il concetto di Project and Portfolio Management consentendo di definire portafogli di investimenti (progetti, programmi, asset, applicazioni, servizi o altre tipologie di investimenti) per fornire al CIO una visione globale sulla spesa IT e sul valore che l'IT fornisce al business.